# SpaceX Crew-4
SpaceX Crew-4 — четвёртый эксплуатационный полёт по смене экипажа Международной космической станции американского частного многоразового космического корабля Crew Dragon компании SpaceX в рамках программы NASA Commercial Crew Program. Запущен на МКС 27 апреля 2022 года, возвращение на Землю состоялось 14 октября 2022.

## Экипаж
| Астронавт             | Должность         | № полёта        | Агентство       |
| Основной экипаж       | Основной экипаж   | Основной экипаж | Основной экипаж |
| --------------------- | ----------------- | --------------- | --------------- |
| Челл Линдгрен         | Командир          | 2               | НАСА            |
| Роберт Хайнс          | Пилот             | 1               | НАСА            |
| Саманта Кристофоретти | Специалист полёта | 2               | ЕКА             |
| Джессика Уоткинс      | Специалист полёта | 1               | НАСА            |
| Дублёры               |                   |                 |                 |
| Стивен Боуэн          | н/д               | 4               | НАСА            |

12 февраля 2021 в пресс-релизе НАСА 21-017 объявлено о назначении Челла Линдгрена и Роберта Хайнса, соответственно, командиром и пилотом экипажа корабля Crew Dragon.
Третье место в экипаже заняла астронавт ЕКА Саманта Кристофоретти, которая проходит подготовку к её второму полёту на МКС в составе долговременной экспедиции МКС 67-68, об этом сообщил руководитель ЕКА Йозеф Ашбахер. 28 сентября Саманта была назначена командиром МКС-68, в первой половине октября её сменит Сергей Прокопьев.
Четвёртым членом экипажа 16 ноября 2021 года NASA назначило Джессику Уоткинс на должность специалиста полёта для миссии Crew-4.

## Запуск и стыковка
Старт состоялся в 7:52 UTC 27 апреля 2022 года.
Корабль пристыковался к МКС в 23:37 UTC 27 апреля 2022 года.

## Отстыковка и посадка
Отстыковка и приводнение корабля состоялись 14 октября 2022 года.